# Carl Wellander

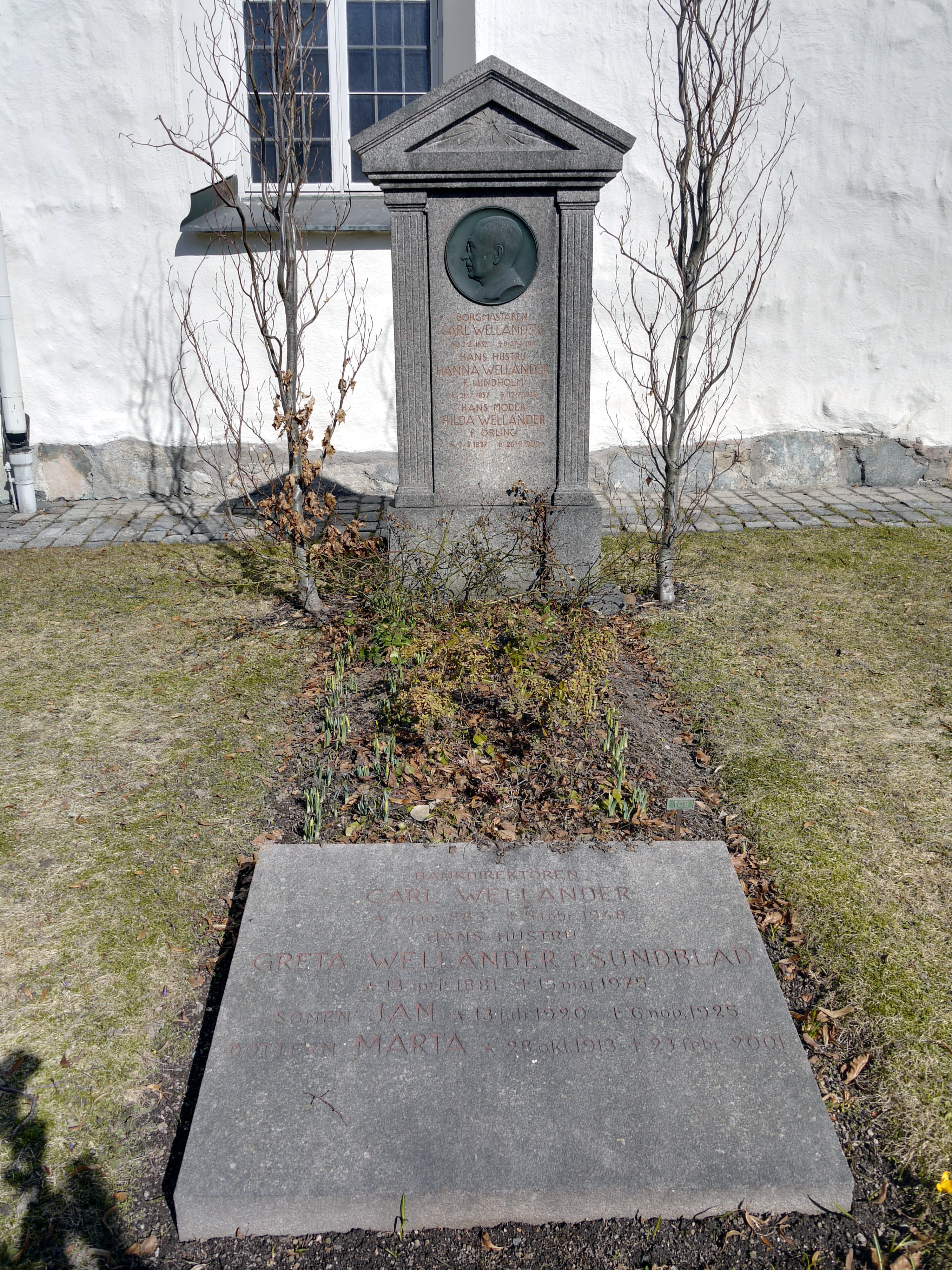
Carl Wellanders grav på Alla Helgona kyrkogård i Nyköping.

Carl Edvard Wellander, född 3 februari 1852 i Lilla Mellösa församling, Södermanlands län, död 27 juni 1917 i Nyköping, var en svensk borgmästare och riksdagsman. Han var far till Erik Wellander.
Wellander blev student vid Uppsala universitet 1870, där han 1873 avlade hovrättsexamen, utnämndes 1877 till vice häradshövding och 1881 till borgmästare i Nyköpings stad, där han bland annat kraftigt medverkade till lösningen av stadens järnvägsfråga. Han var ledamot vid kyrkomötena (från 1888) och ledamot av riksdagens andra kammare 1894–1896, invald i Södermanlands läns mindre städers valkrets. År 1886 blev han ledamot av Södermanlands läns landsting (från 1913 ordförande) och verkade där särskilt för länets sjukvårdsväsen